# 다쓰타역
다쓰타역(일본어: 竜田駅)은 일본 후쿠시마현 후타바군 나라하정에 있는, 동일본 여객철도의 철도역이다.

## 역 구조
2면 3선 구조의 지상역이다. 승강장과 역사는 과선교로 이어져 있다.
운행을 재개한 2014년 6월부터는 섬식 승강장에 있는 3번 승강장만이 쓰였고, 1,2번 승강장은 사용하지 않았었으나, 2017년 10월 21일 다쓰타-도미오카 재개 이후 아래와 같이 바뀌었다.
| 1 | ■ 조반선 | 도미오카 행      |
| 2 | ■ 조반선 | 사용 중단 중     |
| 3 | ■ 조반선 | 이와키·미토 방면 |

## 역세권 정보
이 역 주변은 후쿠시마 제1 원자력 발전소 사고 영향을 받아 경계구역(警戒区域, 출입 금지 구역)이 되었으나 2012년 8월 10일부터 2015년 9월 5일까지는 피난 지시 해제 준비 구역(避難指示解除準備区域, 자유로이 들어갈 수 있으나 밤을 새면 안되는 구역)이었다.
- 국도 제6호선
- 나라하 정청(町廳)

## 역사
- 1909년 3월 25일: 화물역으로 영업 개시.
- 1909년 4월 25일: 여객 업무 개시.
- 1987년 4월 1일 - 민영화에 따라 동일본 여객철도의 소속이 되었다.
- 2011년 3월 11일: 동일본 대지진으로 영업이 중단되었다.
- 2014년 6월 1일: 히로노 - 당역 구간 운행 재개[1].
- 2017년 10월 21일: 당역 - 도미오카역 구간 운행 재개.

== 인접역 ==
| 동일본 여객철도 조반선                                                                        | 동일본 여객철도 조반선 | 동일본 여객철도 조반선 |
| --------------------------------------------------------------------------------------------- | ---------------------- | ---------------------- |
| 기도 이와키 방면                                                                              | ■ 보통                 | 도미오카 도미오카 방면 |
| 후쿠시마 제1원자력 발전소 사고의 영향으로 도미오카역 이북 구간에서는 열차가 다니지 않고 있다. |                        |                        |